# Kolstjärna
En kolstjärna är en stjärna av spektraltyp R eller N, med relativt låg yttemperatur, och med ett spektrum dominerat av Swanband, absorptionsband av kolrika molekyler  som C2, CN, HCN, SiC2. Dessa absorberar starkt blått ljus varvid kolstjärnan blir intensivt röd. Denna koldominans i spektrum förorsakas av att kol överväger över syre i stjärnatmosfären, till skillnad från andra röda stjärnor av spektraltyp K och M. Allt syre binds på grund av den måttliga temperaturen i den mycket stabila kolmonoxid-molekylen, så att det inte finns fria syreatomer att binda de mer komplexa kolmolekyler som utmärker kolstjärnorna.

## Upptäckt
Kolstjärnor upptäcktes redan på 1860-talet, när pionjären inom spektralklassificering, den italienske astronomen Angelo Secchi upprättade Secchis klass IV, för stjärnor med kolspektrum. I slutet av 1890-talet klassificerades dessa om till N-stjärnor.

## Typer
Den övervägande majoriteten kolstjärnor är röda jättar. Många av dessa röda jättar tillhör den asymptotiska jättegrenen, och förbränner alltså helium till kol instabilt under kortvariga episoder som rör om stjärnans inre på så sätt att kärnans grundämnen blandas med de övre skiktens grundämnen. Då kolet så förs upp till stjärnans yta, förändras alltså atmosfären och spektrum långsamt till en sådan som är karakteristisk för en kolstjärna. Kolstjärnor av C-N och C-J tillhör dessa asymptotiska jättar. 
En större undergrupp av kolstjärnor tillhör inte denna grupp av asymptotiska jättar, men tros i stället ha fått sin kolrika atmosfär från en stjärnkompanjon i det stjärnsystem där stjärnan ingår, en stjärnkompanjon som nu har hunnit utvecklas till en vit dvärg. Kolstjärnor av typ C-R, C-H och koldvärgarna dC tros tillhöra denna senare grupp, medan de vätefattiga sällsynta C-Hd inte är förstådda väl nog för att kunna förklaras.

## Sena utvecklingsstadier
Kolstjärnorna befinner sig i regel stjärnor i sena utvecklingsstadier. Stora mängder gas och stoft tillförs den interstellära rymden och därmed stora mängder kol. Kolstjärnorna anses av astronomerna som de viktigaste bidragsgivarna av kol till vårt solsystem.

## Förekomst
Endast några tusen kolstjärnor är kända i Vintergatan och verkar vara sällsynta. Det finns dock andra galaxer där de förekommer rikligt. En närbelägen kolstjärna är 19 Piscium, eller TX Piscium, i stjärnbilden Fiskarna.